# Vereinigung der St. Anna-Schwestern
Die Vereinigung der St. Anna-Schwestern ist eine römisch-katholische Ordensgemeinschaft. Sie wurde 1922 durch Anna Adelmann gegründet. Sie widmet sich der Erziehung junger Mädchen. Das Mutterhaus befindet sich in Kochel am See. Die Vereinigung ist bischöflichen Rechts und hauptsächlich im Bistum Augsburg verbreitet.

## Weblink
- Frauenorden auf der Seite des Bistums Augsburg, abgerufen am 30. März 2013